# 湯浅利八
湯浅 利八（ゆあさ りはち、生年不詳 - ）は、日本の漫画家・挿絵画家である。『風雲講道館』等の梶原一騎とのコラボレーション作品で知られる。

## 人物・来歴
詳細な生年月日は不明であるが、1930年（昭和5年）前後の時期、京都府京都市に生まれる。吉田竜夫（1932年 - 1977年）、吉田健二（1935年 - ）、九里一平（1940年 - ）の三兄弟、辻なおき（1935年 - 1997年）、木村光久（1930年 - 1996年）らとは京都時代からの仲間である。梶原一騎の作による『冒険王』での吉田竜夫の連載絵物語『少年プロレス王 鉄腕リキヤ』（1955年 - 1957年）は、当初、湯浅に同誌編集部が連載を打診したものであったが、湯浅は自身の多忙のため、編集部に吉田を紹介した、という証言がある。
1960年代以降の活動・作品歴については不明である。

## 作品
国立国会図書館蔵書を中心としたおもな作品の一覧である。
- 『チャンピオン』、『少年画報』新年号 - 12月号連載、少年画報社、1955年1月 - 同年12月 - 絵物語
- 『少年拳闘王』、『野球少年』所収、芳文社、1955年 - 絵物語
- 『恐怖の暗黒街』、伊勢駒鳥、『痛快ブック』2月号、芳文社、1955年2月 - 挿画
- 『少年チャンピオン』、『冒険王』8月号（第7巻第8号）別冊付録、秋田書店、1955年8月1日発行 - 絵物語
- 『ブラックタイガー』、作久米みのる、『痛快ブック』所収、芳文社、1950年代 - 絵物語
- 『黒帯小天狗』、作梶原一騎、『ぼくら』臨時増刊号掲載、講談社、1956年 - 絵物語
- 『ピストン八郎』、『おもしろブック』1月号、集英社、1956年1月発行 - 絵物語
- 『鉄腕ニッポン』、『おもしろブック』新年増刊号、集英社、1956年1月1日発行 - 絵物語
- 『竜虎二少年』、作梶原一騎、『おもしろブック』新年増刊号、集英社、1956年1月1日発行 - 絵物語
- 『日本の虎』、作梶原一騎、『少年画報』新年号 - 12月号連載、少年画報社、1956年1月 - 同年12月 - 絵物語
- 『風雲講道館 嵐の大菩薩峠編』、原作梶原一騎、『おもしろブック』2月号（第8巻第3号）別冊付録、集英社、1956年2月1日発行 - 画
- 『風雲講道館』、原作梶原一騎、『おもしろブック』2月号（第8巻第3号） - 7月号（第8巻第8号）連載、集英社、1956年2月1日 - 同年7月1日 - 画
- 『猛牛対空手王の決闘』、作梶原一騎、『少年画報』1月号掲載、少年画報社、1957年1月 - 絵物語
- 『柔道ニッポン』、高森朝雄（梶原一騎）、『痛快ブック』4月号、芳文社、1957年4月 - 挿画
- 『ふしぎだ・はてな? 4年 上』、監修石島渉、編著腰山太刀男、理科・社会科学習文庫、高橋書店、1959年 - 画
- 『ふしぎだ・はてな? 5年 上』、監修石島渉、編著腰山太刀男、理科・社会科学習文庫、高橋書店、1959年 - 画
- 『ふしぎだ・はてな? 4年 下』、監修石島渉、編著腰山太刀男、理科・社会科学習文庫、高橋書店、1959年 - 画
- 『ふしぎだ・はてな? 3年 下』、監修石島渉、編著腰山太刀男、理科・社会科学習文庫、高橋書店、1959年 - 画

## 関連事項
- 吉田竜夫
- 辻なおき
- 木村光久
- 梶原一騎